# Convento de Penha

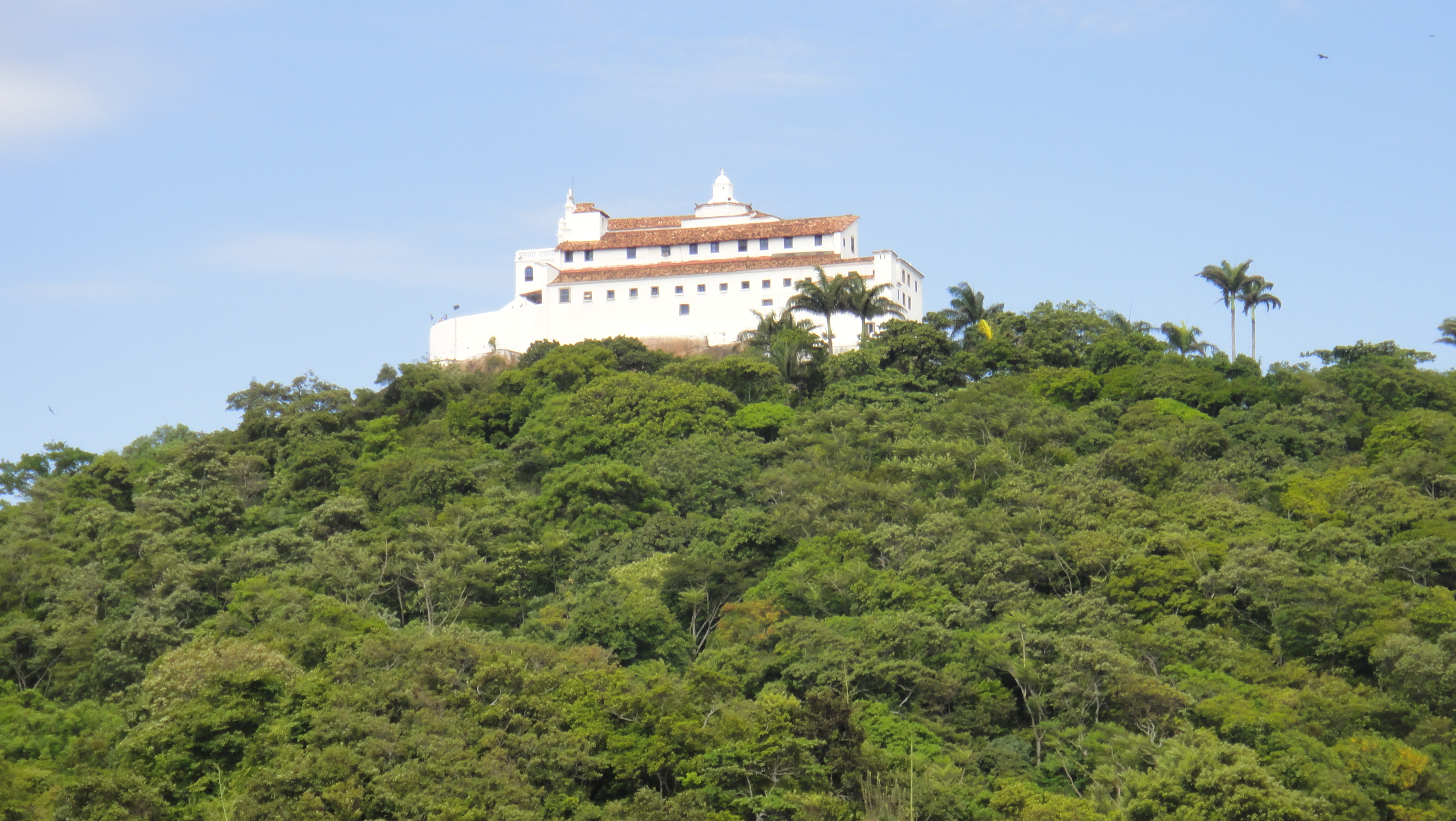
El Convento desde el tercer puente de Vitória.

El Convento da Penha es uno de los santuarios religiosos más antiguos de Brasil, ubicado en la ciudad de Vila Velha, estado de Espírito Santo. Está situado en la cumbre de una montaña, a 154 metros de altitud, siendo una de las iglesias más antiguas del estado, cuyas obras avanzaban despacio y tuvieron inicio alrededor de 1558, bajo las órdenes de fray Pedro Palácios.

## Historia

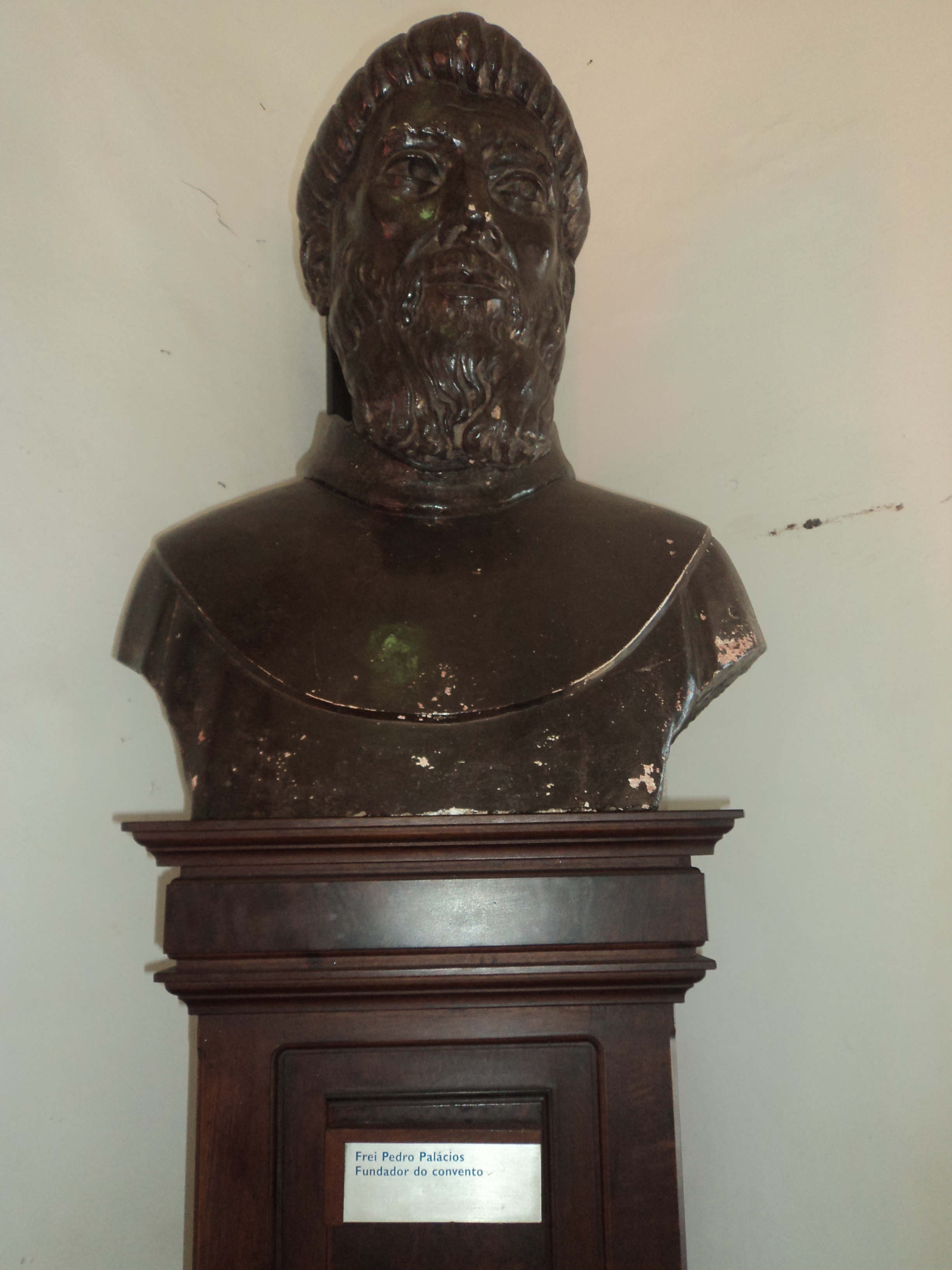
Busto de Fray Pedro Palácios, fundador del Convento da Penha.

La historia del convento empieza en 1558, cuando llega a la actual Prainha fray Pedro Palácios, natural de Medina de RioSeco, en España. Palácios fue, algunos años más tarde, encargado de la construcción de una ermita en la cumbre del Cerro de la Penha, teniendo encomendado de Lisboa una imagen de Nuestra Señora, que daría origen al culto a la Nuestra Señora de la Peña. La pequeña ermita fue erguida y expandida despacio hasta tornarse en el Convento da Penha, hoy el monumento religioso más importante de la arquitectura capixaba.

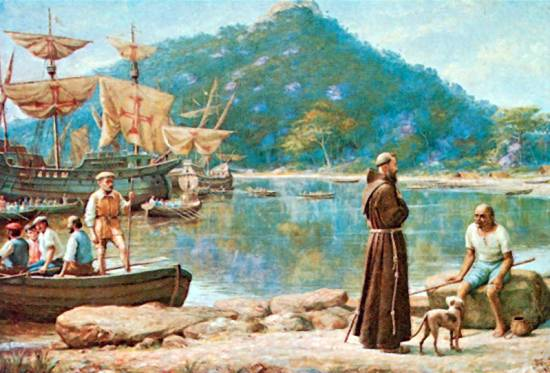
La Llegada del Fray Pedro Palácios

Especula-se que fray Pedro Palácios vivía en una gruta que queda a los pies de la ladera del convento, en donde era mantenida una pintura de Nuestra Señora de la Peña. La pintura desapareció por tres veces y en todas las ocasiones ha sido encontrada en la cumbre de cerro en donde está construido el convento.

## Patrimonio histórico
El Convento da Penha está ubicado en la cumbre de un peñasco de 154 metros de altitud, siendo declarado como patrimonio histórico cultural por el Instituto do Patrimônio Histórico e Artístico Nacional (IPHAN) en 1943. Gran parte del interior es revestido con madera en cedro, entallado por el escultor portugués José Fernandes Pereira entre 1874 y 1879. El altar mayor, actualmente compuesto por más de 200 piezas hechas de 19 tipos diferentes de mármol, fue construido alrededor de 1800, originalmente en el estilo rococó, pasando por restauraciones en 1910 y nuevamente entre enero de 2009 y 17 de diciembre de 2011. Del convento es posible tener una visión panorámica de Vila Velha, Vitória y del Océano Atlántico.
El complejo del convento abarca un área de 632,226 m², englobando una serie de otros monumentos y atractivos,  como la Gruta del Fray Pedro Palácios, hueco formado por la naturaleza del monte en donde queda el Convento, siendo que algunos historiadores afirman ser la primera residencia del fray Pedro Palácios. En 1562, Palácios construyó una Capilla dedicada a San Francisco de Assis, en el local hoy nombrado largo do convento (Campinho), y a fines del siglo XX surgieron también el Museo y la tienda de alimentos y souvernirs.

## Imágenes

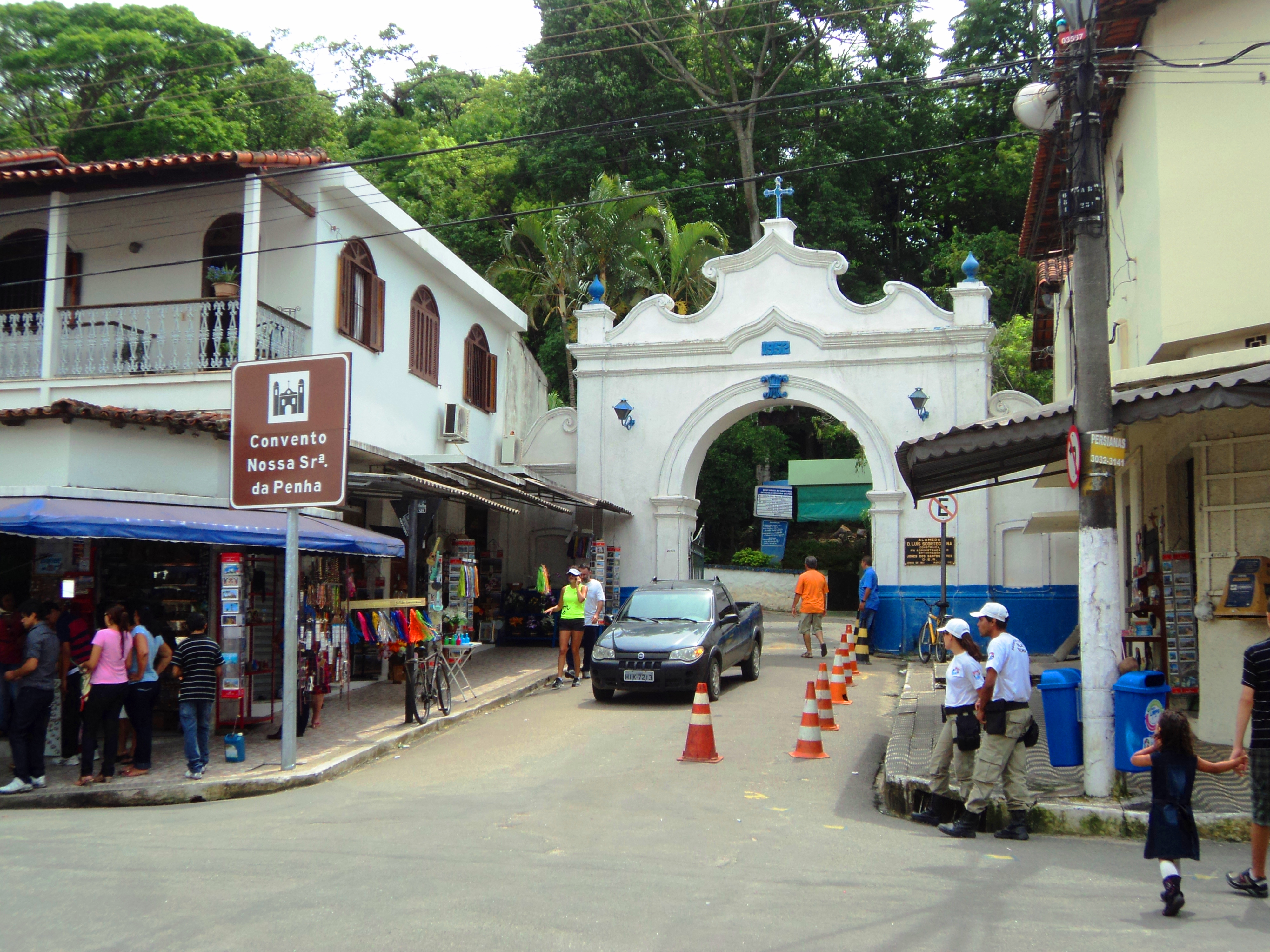
Entrada del Convento
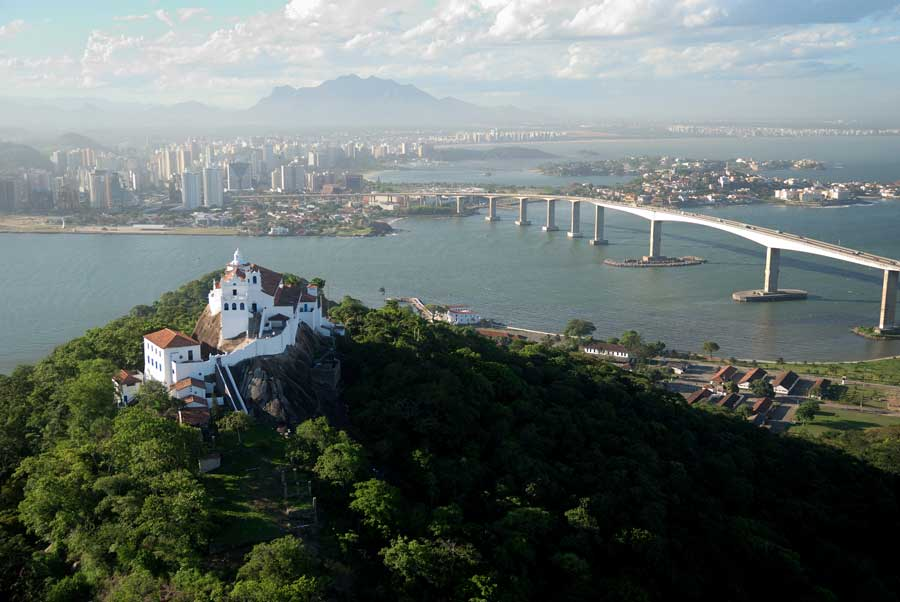
Convento da Penha, al lado el tercer Puente y al fondo la ciudad de Vitória.
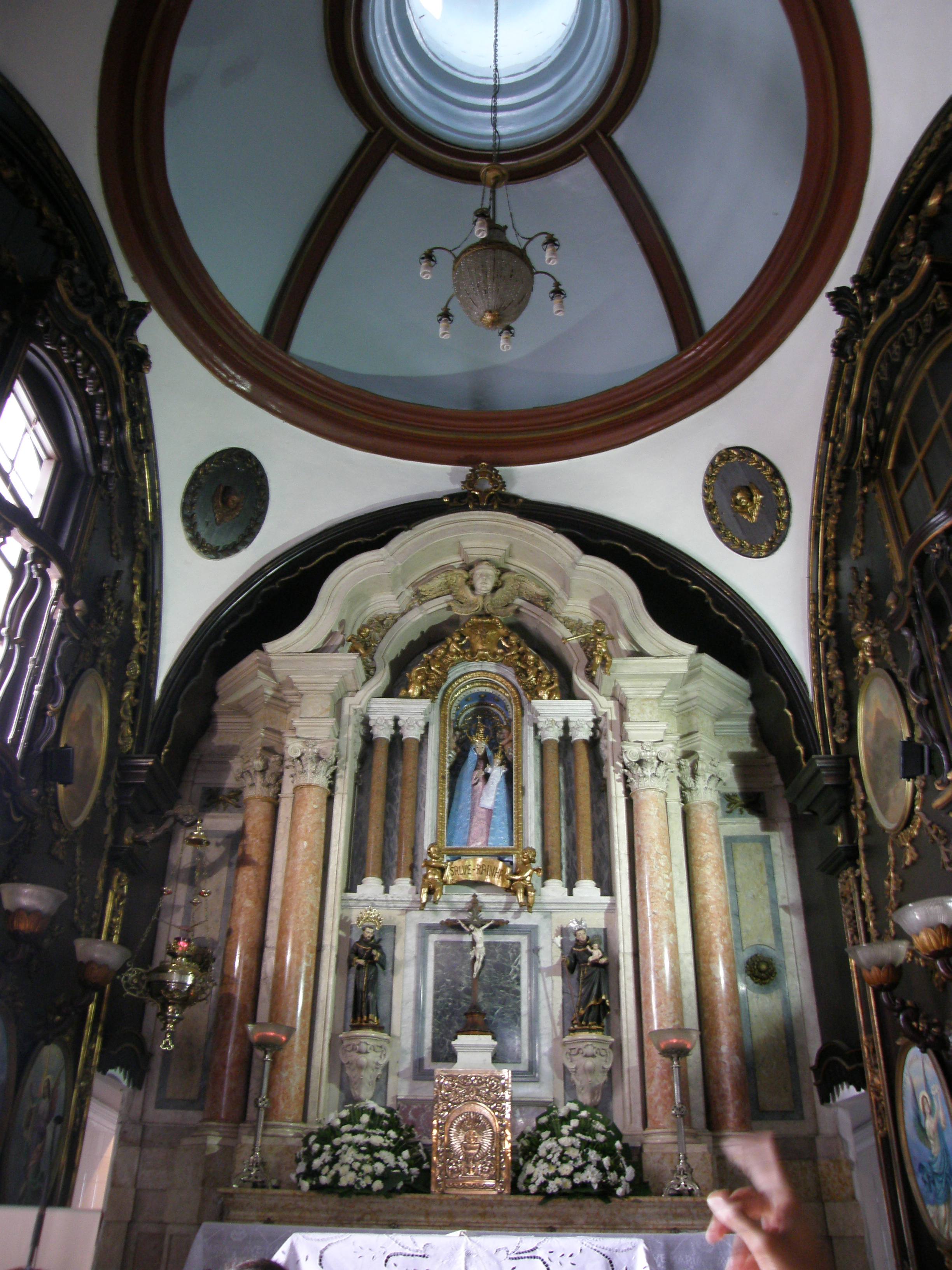
Altar mayor del Convento.
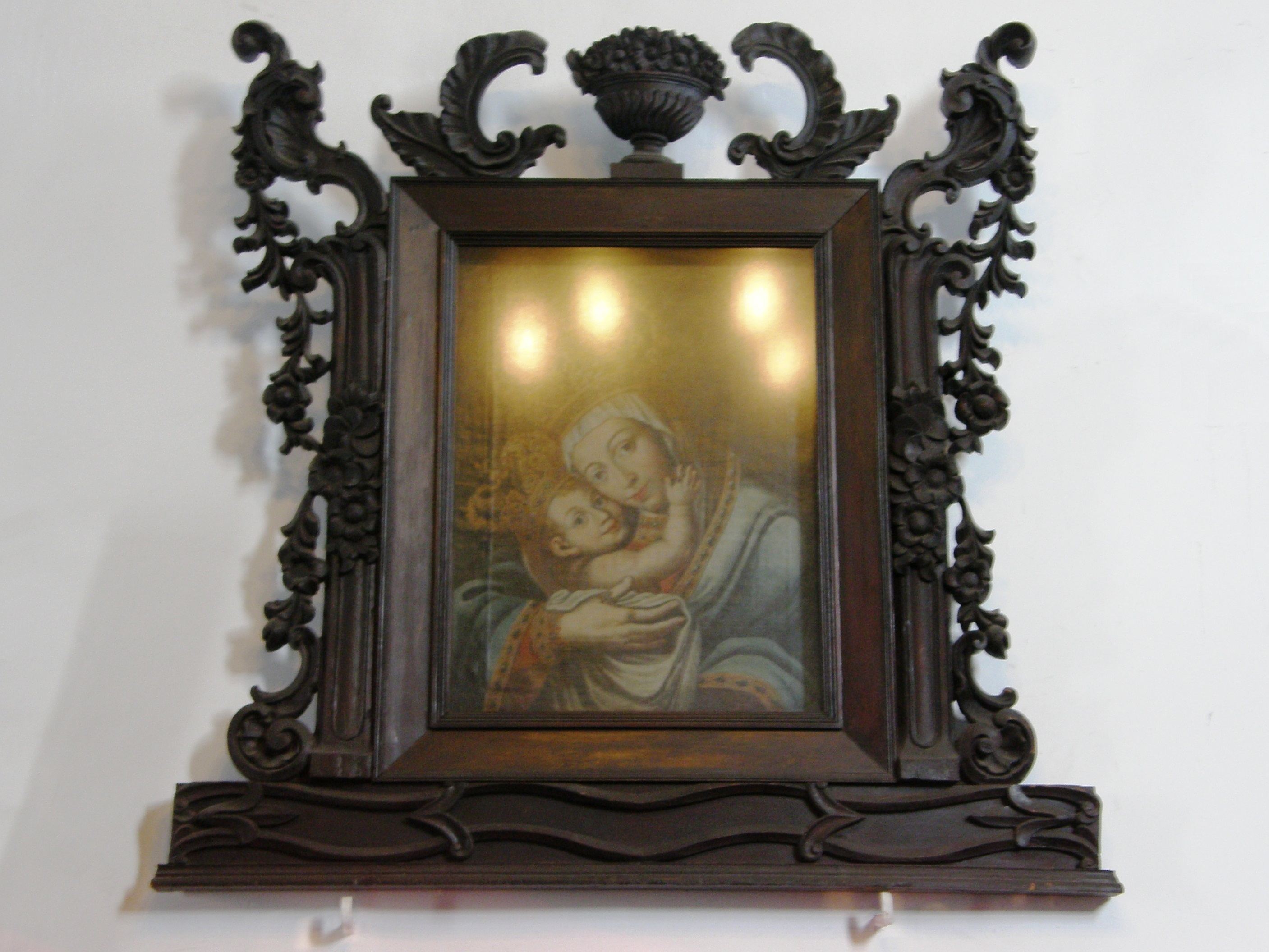
Pintura de Nuestra Señora de las Alegrías que desapareció por tres veces y fue encontrado en la cumbre del monte en donde hoy está en convento.
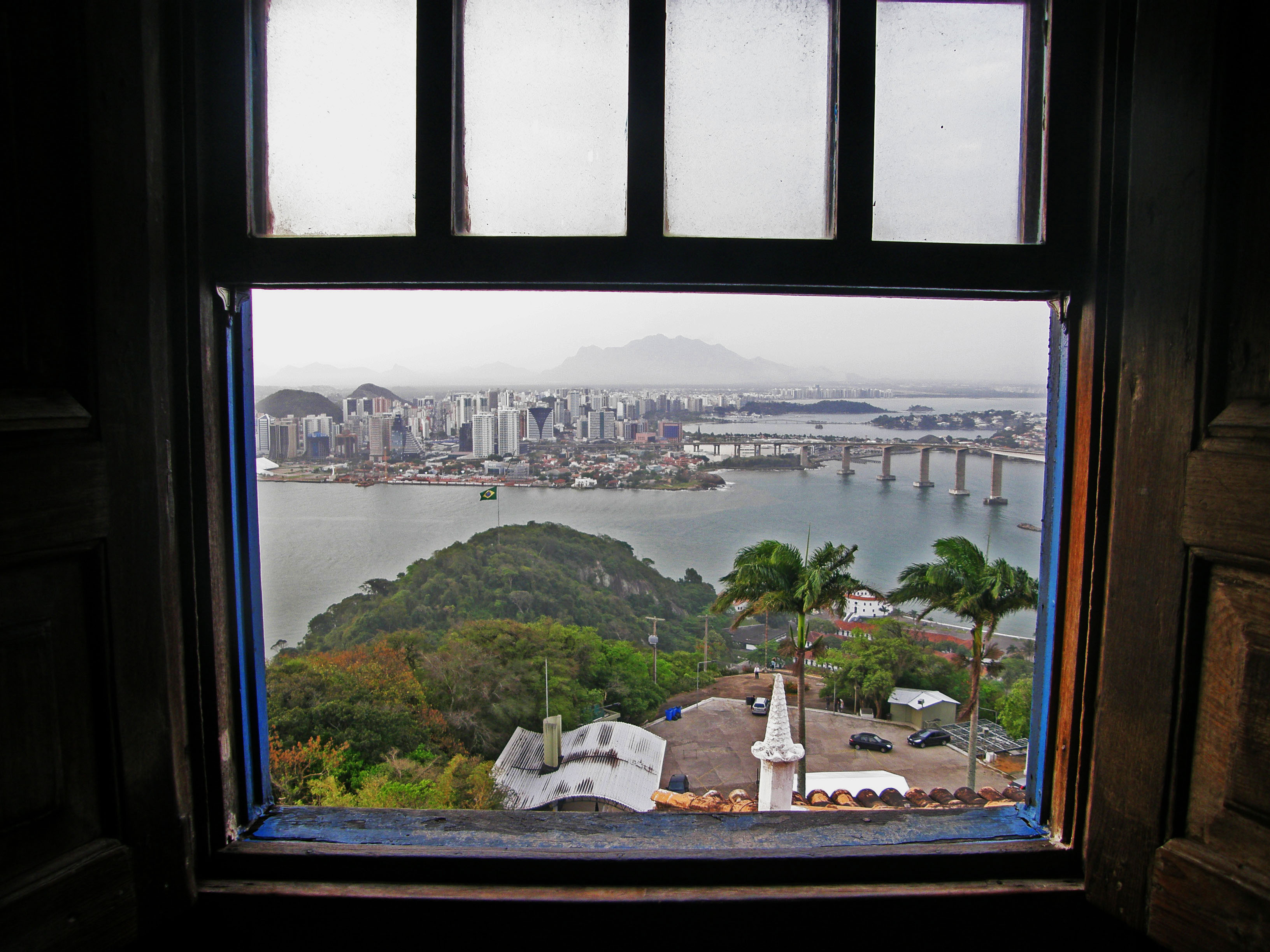
La ciudad de Vitória desde una ventana del convento.
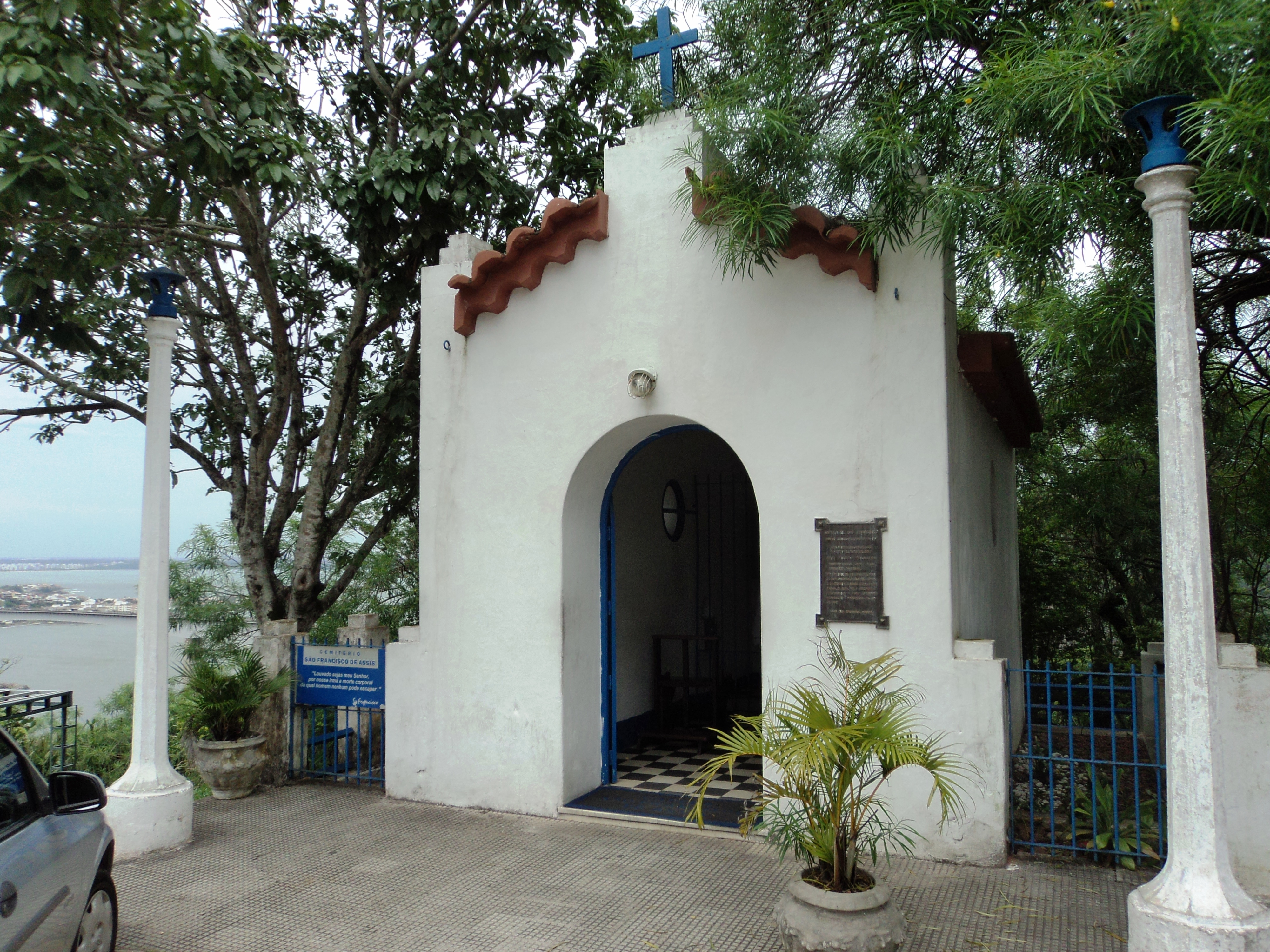
Capilla de San francisco de Assis
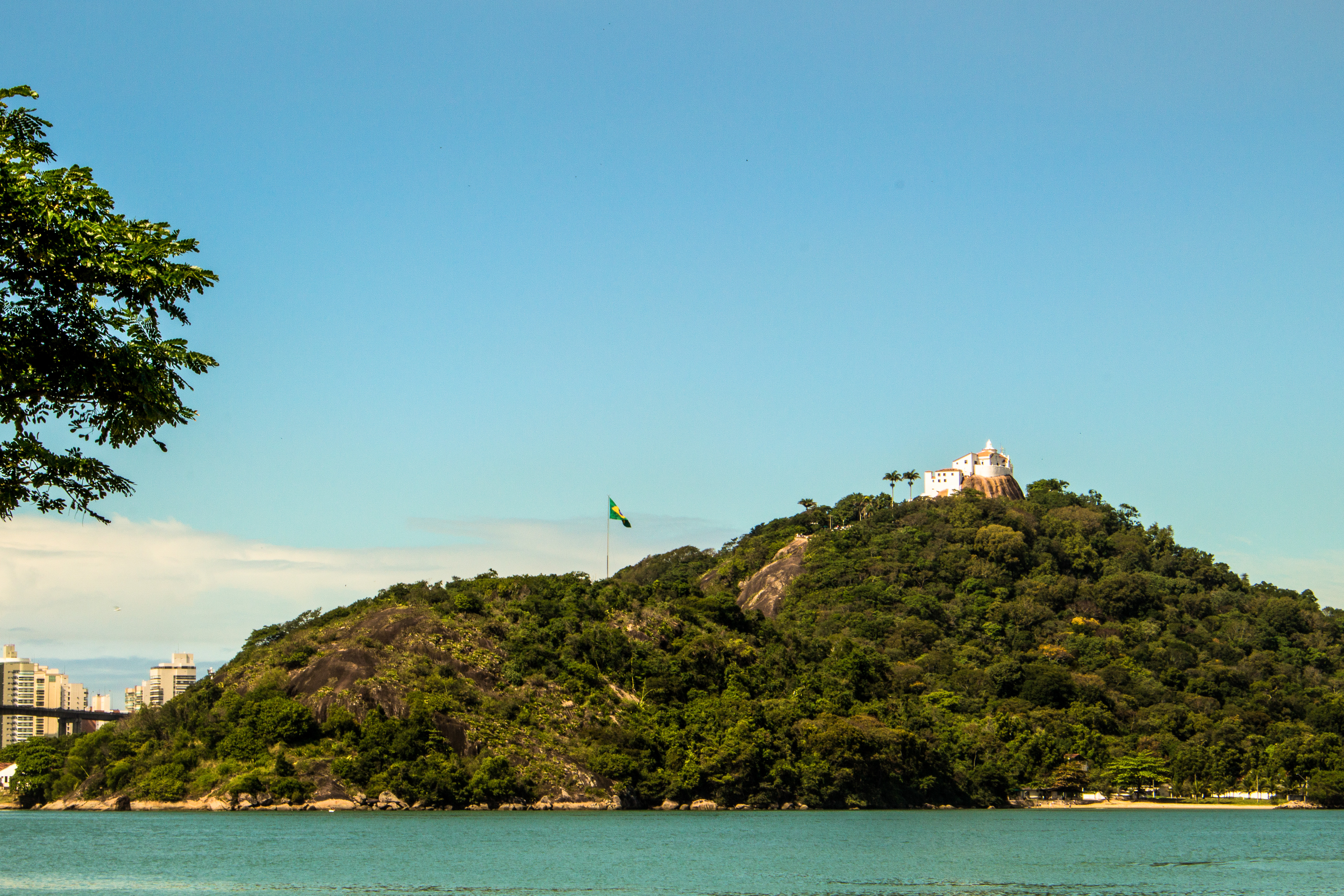
El convento desde la plaza del Papa en Vitória.
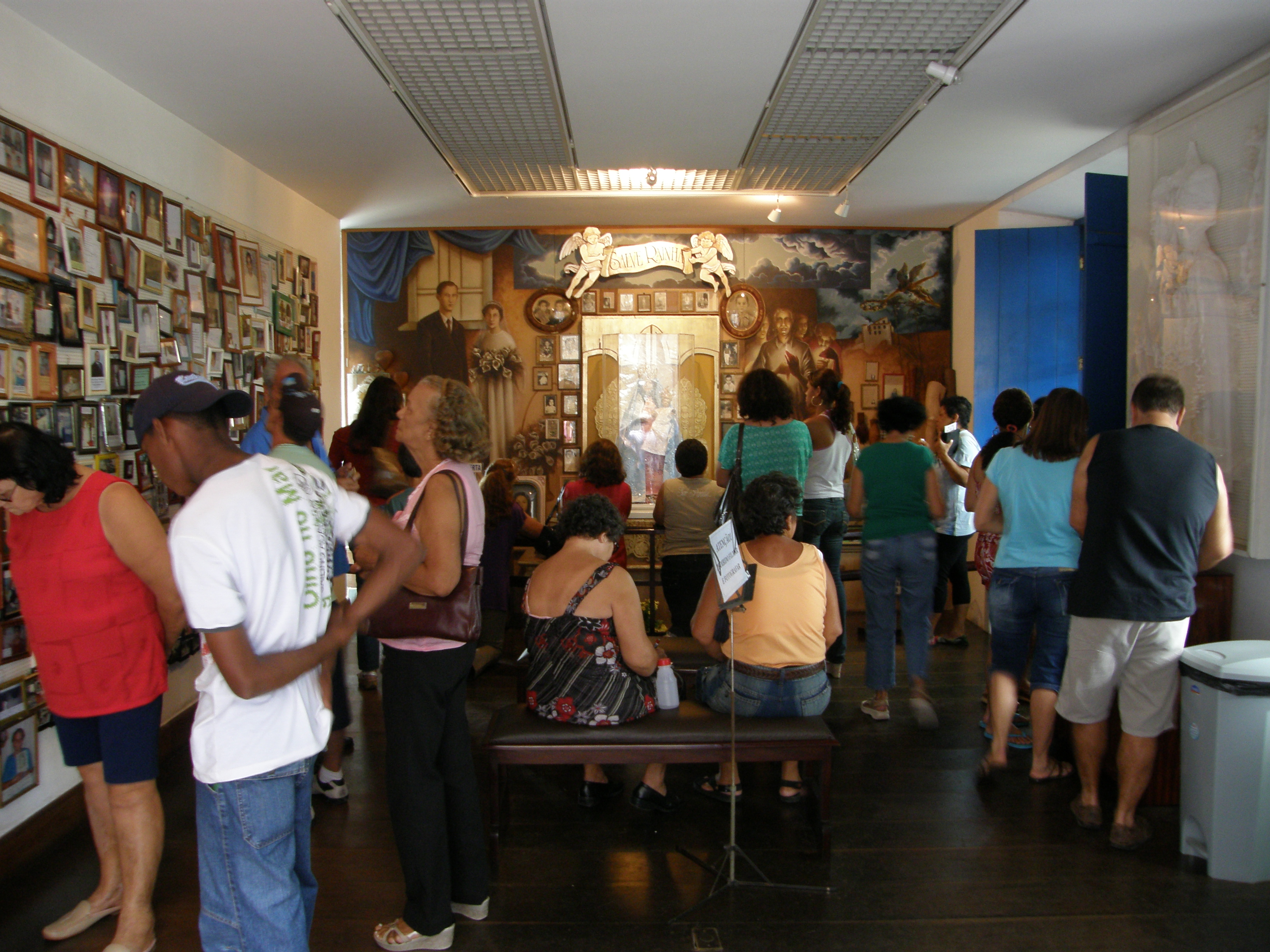
Salón de los milagros en el convento.
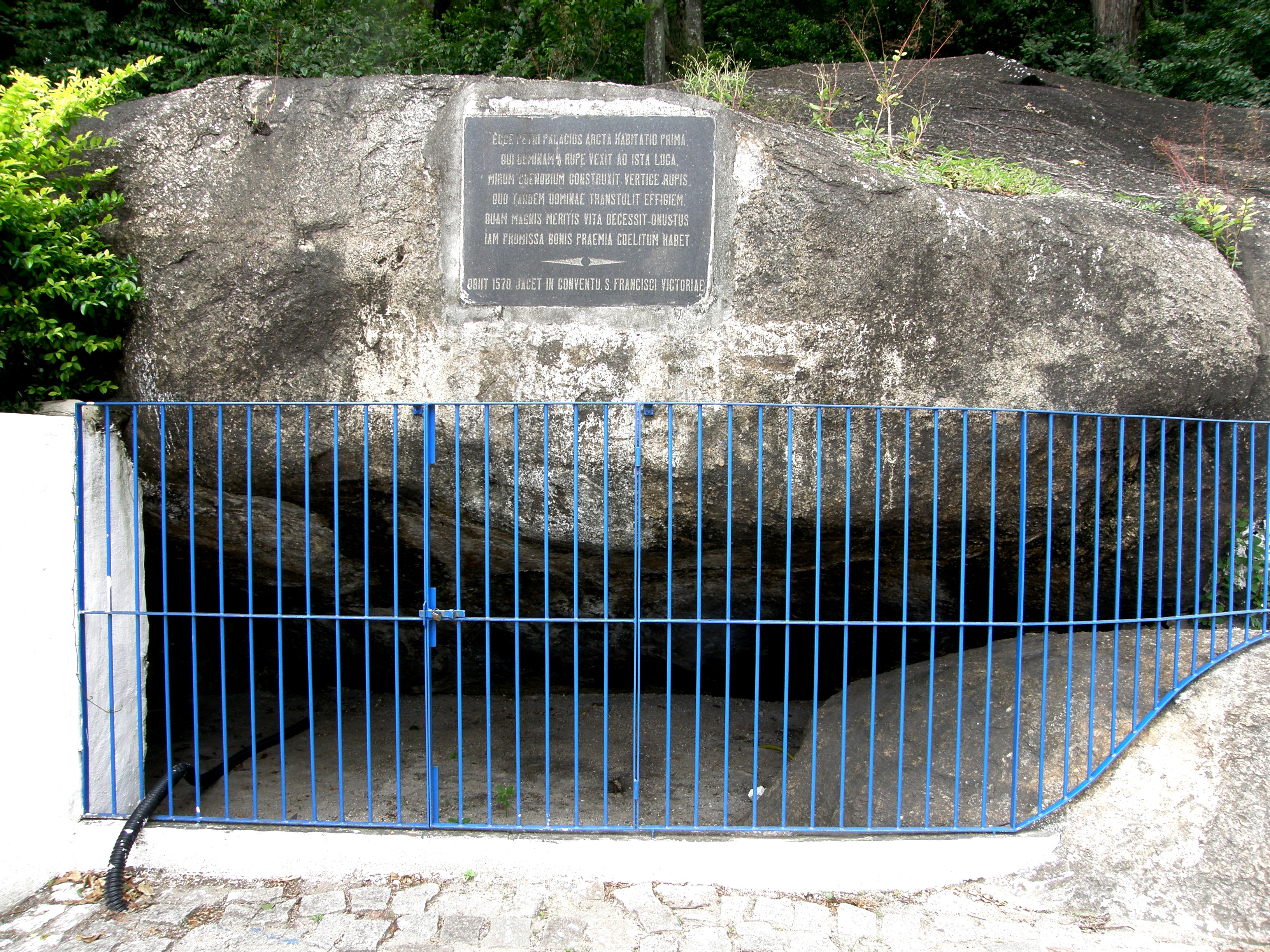
Gruta en donde vivía el Fray Pedro Palácios.
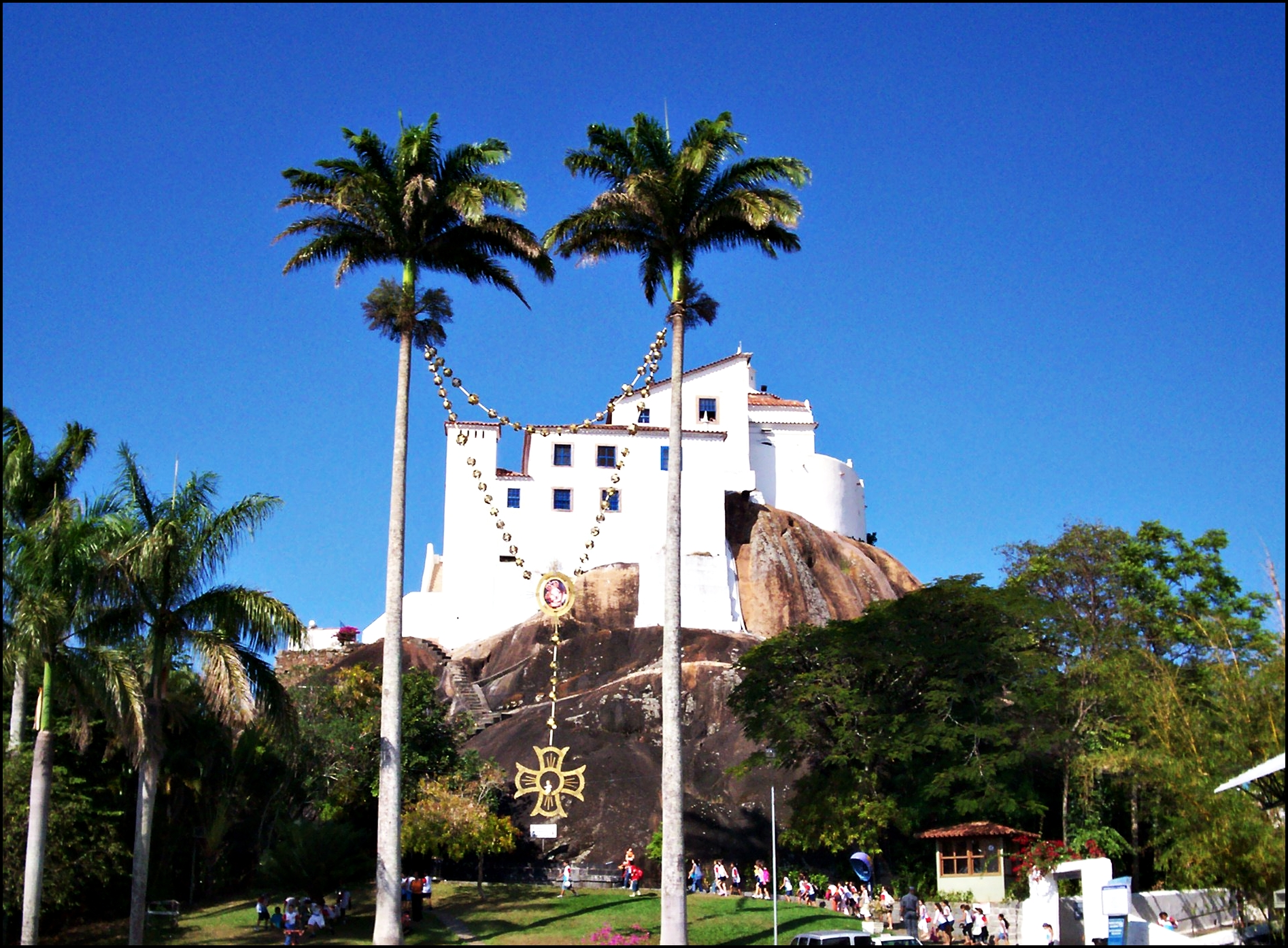
El Convento con decoración especial.
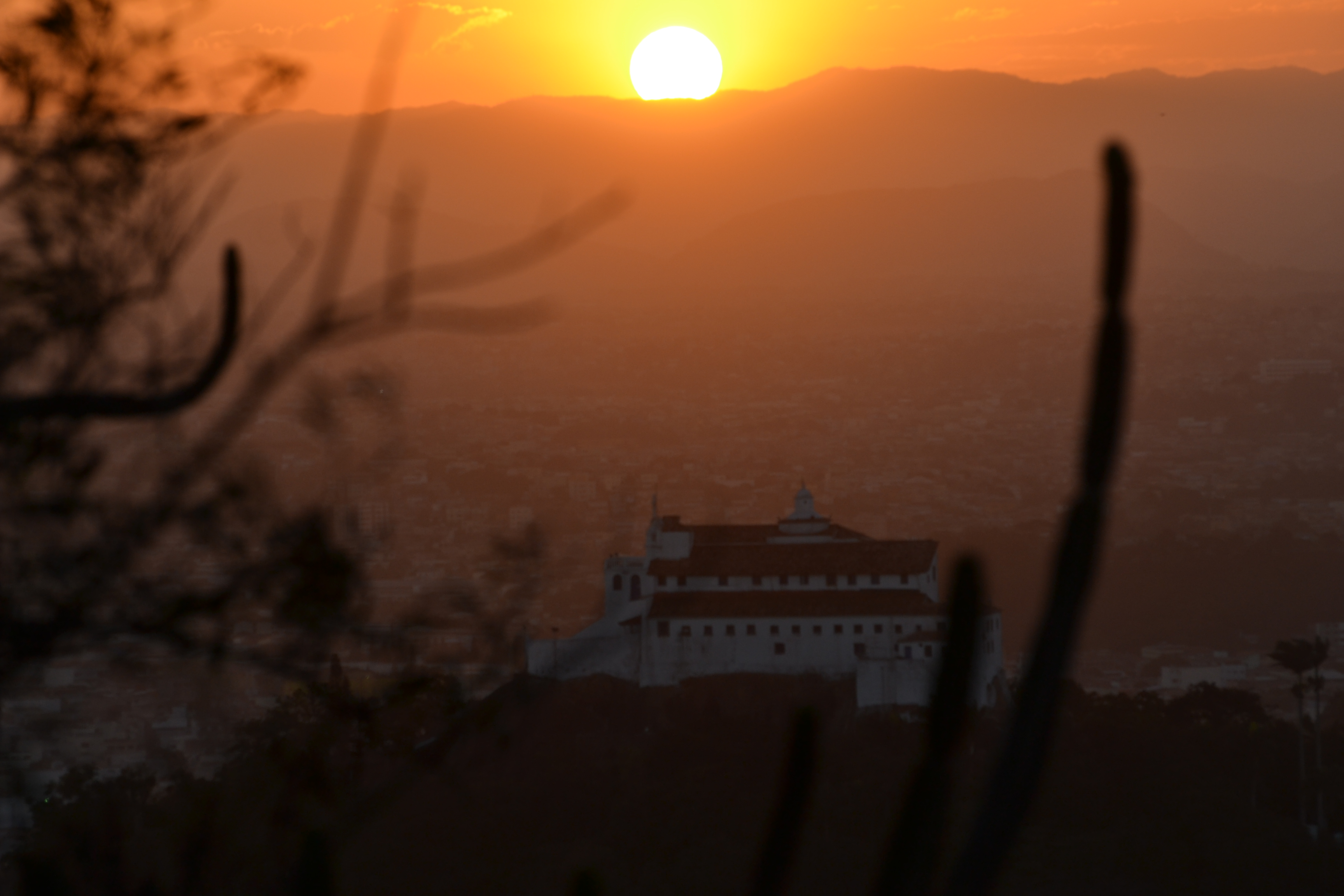
Puesta del Sol y el convento